# Frankie Montas
Francellis Montas Luna (né le 21 mars 1993 à Sainagua, San Cristóbal, République dominicaine) est un lanceur droitier des Yankees de New York de la Ligue majeure de baseball.

## Carrière
Frankie Montas signe un premier contrat professionnel en 2009 pour 75 000 dollars US avec les Red Sox de Boston. Il amorce en 2010 sa carrière en ligues mineures avec un club affilié aux Red Sox. Il la poursuit ensuite dans l'organisation des White Sox de Chicago, où les Red Sox le transfèrent en compagnie de deux autres jeunes joueurs des mineures le 31 juillet 2013, afin d'acquérir le vétéran lanceur droitier Jake Peavy.
Poursuivant sa progression, Montas gradue au niveau Double-A en 2014 chez les Barons de Birmingham, et y joue toute la saison 2015 des ligues mineures. Le 13 juillet 2014, il participe au match des étoiles du futur à Minneapolis. Il est invité à l'édition suivante le 12 juillet 2015, où il a l'occasion de démontrer sa balle rapide à 163 km/h à Cincinnati dans un stade des majeures.
Habituellement lanceur partant dans les mineures, Montas fait ses débuts dans le baseball majeur le 2 septembre 2015 pour les White Sox de Chicago, dans un match contre les Twins du Minnesota. C'est son seul match joué pour Chicago.
Montas passe des White Sox aux Dodgers de Los Angeles le 16 décembre 2015 dans l'échange à 3 clubs impliquant qui permet à Chicago d'acquérir Todd Frazier des Reds de Cincinnati. Il ne s'aligne qu'en ligues mineures lors de son bref séjour dans l'organisation des Dodgers. Le 1er août 2016, les Dodgers de Los Angeles échangent Frankie Montas et deux autres jeunes lanceurs (Jharel Cotton et Grant Holmes) aux Athletics d'Oakland contre le lanceur partant Rich Hill et le voltigeur Josh Reddick.